# Вотская Урада
Вотская Урада (баш. Вотяк Ураҙы) — село в Янаульском районе Республики Башкортостан Российской Федерации. Входит в состав Новоартаульского сельсовета.

## География

### Географическое положение
Находится на реке Урада. Расстояние до:
- районного центра (Янаул): 15 км,
- центра сельсовета (Новый Артаул): 5 км,
- ближайшей ж/д станции (Янаул): 15 км.

## История
В 1904 году в деревне Урада, относившейся к Больше-Гондырской волости Осинского уезда Пермской губернии — 50 крестьянских дворов и 3 двора разночинцев, всего 329 жителей (156 мужчин, 173 женщины), вотяки.
По переписи 1920 года в деревне Вотская Урада было 65 дворов и 369 жителей (156 мужчин, 213 женщин).
К 1926 году деревня была передана из Уральской области в состав Янауловской волости Бирского кантона Башкирской АССР.
В 1939 году — 386 жителей, в 1959 — 412.
В 1982 году население — около 370 человек.
В 1989 году — 225 человек (84 мужчины, 141 женщина).
В 2002 году — 199 человек (94 мужчины, 105 женщин), удмурты (95 %).
В 2010 году — 155 человек (77 мужчин, 78 женщин).
Действуют начальная школа и сельский клуб.

## Население
| 2002 | 2009 | 2010 |
| ---- | ---- | ---- |
| 199  | ↘173 | ↘155 |